# Urias

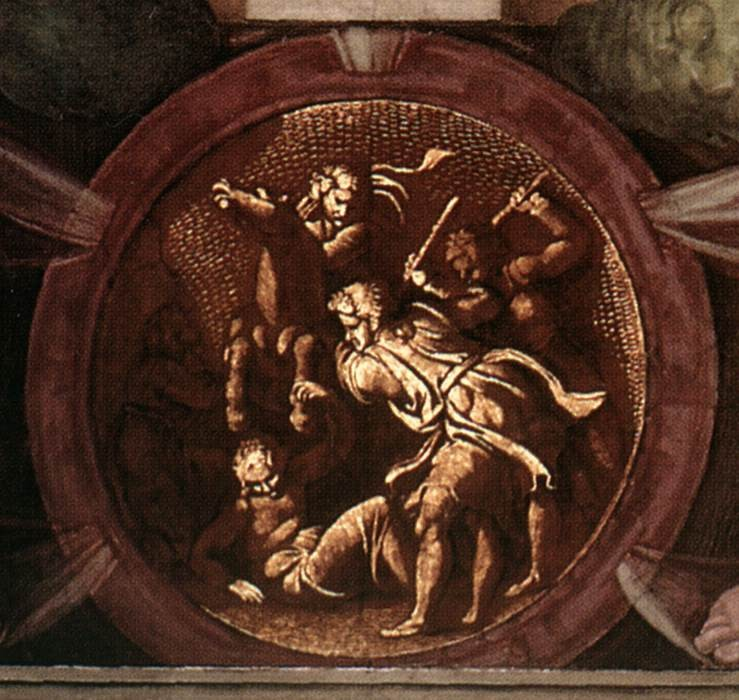
Morte de Urias, por Michelangelo

Urias ou Uriah (em hebraico: אוריה, romaniz.: ʾŪriyyāh, lit. "o Senhor é a minha luz"), era um hitita e soldado do exército do Rei Davi citado no Antigo Testamento. Foi marido de Bate-Seba e morreu depois que o Rei Davi ordenou a seus soldados que recuassem, deixando Urias sozinho na linha de frente de uma batalha contra os amonitas. A esposa de Urias ficara grávida do Rei Davi, num caso de adultério.
Ao saber da gravidez, Davi ordenou a Urias que retornasse ao lar depois de muito tempo longe e às vésperas de uma grande batalha. 
Na verdade Urias não regressou ao seu lar conforme ordenara o rei Davi, porque não achou correto, visto que a Arca da Aliança que representava a presença Deus, o exército de Israel e de Judá e seu senhor, que era Joabe permaneceram acampados em tendas no campo de batalha. Pois ele haveria de ser enviado novamente ao fronte. Davi queria esconder o adultério da mulher forçando o reencontro com o marido, mas a recusa de Urias o levou a ordenar morte dele na batalha, logo em seguida. 
Após a morte de Urias, Davi foi confrontado pelo profeta Natã que lhe avisou sobre a ira de Deus. A discórdia entrou para a família de Davi e tribulações acometeram o Reino de Israel. O primeiro filho de Davi com Bate-Seba morreu por juízo divino, e o príncipe Absalão, um dos filhos de Davi com uma de suas outras esposas, se rebelou contra o pai. Todos esses acontecimentos foram explicados como punição divina pelo adultério e o assassinato de Urias.

## Bíblia
De acordo com a Bíblia, Urias era provavelmente hitita, uma minoria que habitava as terras de Israel e que vivia na assim chamada Canaã, antes da chegada de Abraão. Os Hebreus, ao entrarem em Canaã, haviam recebido o comando de (Deuteronômio 20:16-17) matar "qualquer coisa que respirasse... nas cidades das nações do Senhor Deus que ele deixara de herança" com a explicação de que "poupá-los, levariam a que lhes fossem ensinados sobre as abominações relacionadas a seus deuses e pecariam contra o Senhor seu Deus" (Deuteronômio 20:18). Apesar disso, alguns nativos foram poupados a fim de cooperarem com os hebreus (Josué 2:12-14, 6:23, Juízes 1:24-25) mas aqueles que falharam nisso foram exterminados como ordenado (Josué 15:63, 16:10, Juízes 1:19, 21, 27-36). 
No tempo de Davi, muitas gerações haviam se passado desde a chegada dos hebreus. O tumulto e o sofrimento pelas lutas do passado já haviam sido na maior parte esquecidos e vários descendentes sobreviventes dos hititas adotaram a religião dos hebreus, sendo aceitos como israelitas. Urias, cujo nome em hebreu significa "Deus (YHWH) é minha luz", ganhara o status como oficial do exército de pertencer ao chamado "poderosos" de Davi, o que provava a aceitação da comunidade étnica dominante.

### Os poderosos de Davi

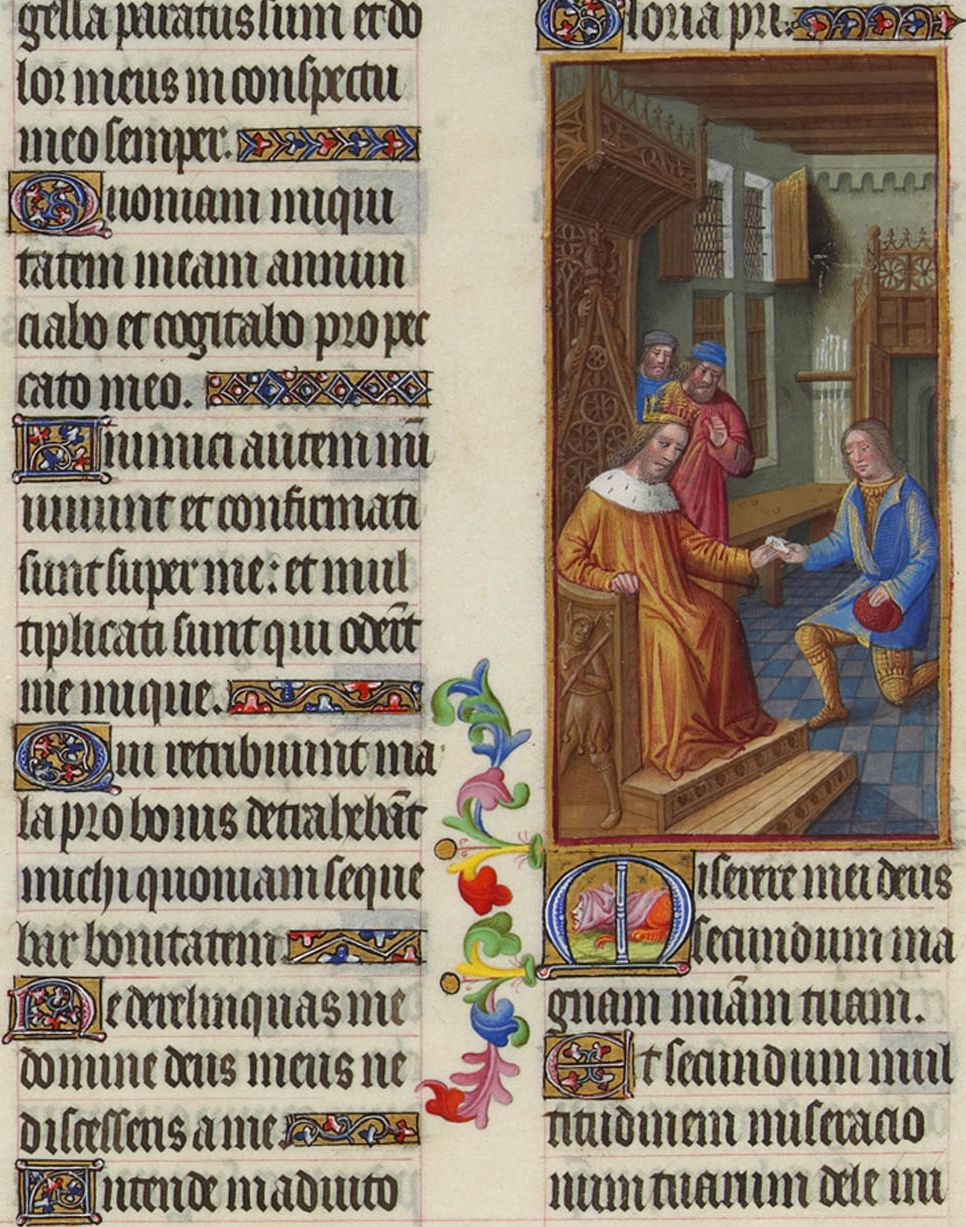
Davi envia a carta sobre Urias, livro no Museu Condé em Chantilly.

Os "poderosos de Davi" era um grupo de seus melhores trinta e sete guerreiros (mais tarde ampliados para cerca de oitenta). As listas (2 Samuel 23:8-39 & 1 Crônicas 11:10-47) apareceram depois que Davi se tornou rei mas não era improvável que traziam os nomes dos seguidores que permaneceram fieis quando fugira do Rei Saul e devem ter com ele lutado lado-a-lado. Urias, como um dos escolhidos de Davi, mostrava sua proximidade com o palácio do rei e tinha o direito de querer ficar na linha de frente das batalhas, o que propiciou a Davi elaborar o seu plano.

### Davi e Bate-Seba
Segundo a Bíblia (Livro de Samuel), o Rei Davi se apaixonou por Bate-Seba ao vê-la banhar-se do alto do terraço de seu palácio. Ele a chamou a seus aposentos e com ela manteve relações sexuais, resultando na gravidez. Ao saber que Bete-seba era esposa de Urias e que este estava há muito tempo em campanha militar, Davi chamou-o, sugerindo que fosse passar uma noite com a esposa.
Urias recusou, alegando que não era honroso fazê-lo visto que a Arca da Aliança, o exército de Israel e Judá e seu senhor que era Joabe ficaram acampados em tendas no campo de batalha um código de honra dos soldados antes da batalha. Após repetidamente recusar ir até Bate-Seba, Davi enviou-o a seu oficial comandante Joabe com uma carta que ordenava colocar Urias na frente da batalha e deixá-lo sem proteção de modo a que ele fosse morto pelos inimigos.

### A profecia de Natã

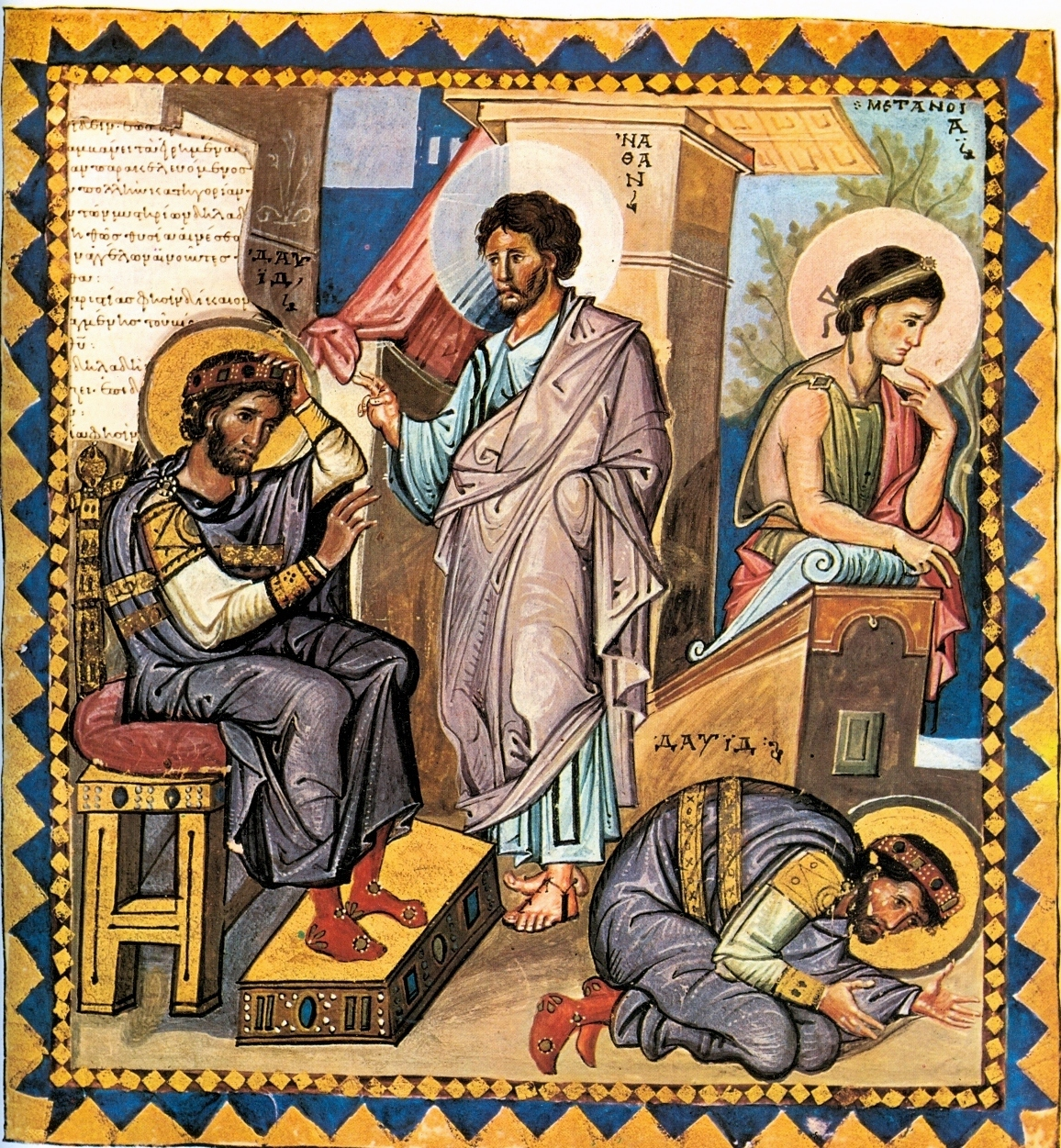
Natã repreende Davi

O profeta Natã confrontou Davi sobre esse assassinato, contando-lhe a história de dois homens, um rico e um pobre: O rico possuía muitas ovelhas enquanto o pobre tinha apenas uma, que cuidava muito bem. Um viajante se aproximou do rico pedindo por comida. O rico então pegou a ovelha do pobre como se fosse uma das suas e deu-a ao viajante.
Ao ouvir o relato, Davi furiosamente replicou: "Tão certo como Deus vive, o homem que fez isso merece a morte! Ele deve pagar quatro vezes mais do que o sacrificio do cordeiro pois não podia fazer isso e não teve remorso."
Natã então replicou "O senhor é esse homem! Eis o que o Senhor Deus de Israel me disse: "Eu ungi você Rei de Israel e o livrei das mãos de Saul. Eu o tornei mestre da casa e as esposas do mestre ficaram em seus braços. Eu dei a você a casa de Israel e Judá.
E se tudo isso fosse pouco eu lhe teria dado mais. Por que você desobedeceu a palavra do Senhor e fez o mal aos seus olhos? Voce sacrificou Urias o hitita com a espada e tomou a esposa dele como sua.
Você matou com a espada dos amonitas. Agora, a espada nunca deixará sua casa, pois você me desapontou e tomou a esposa de Urias, o hitita, como sua própria.""  NIV
Natã então conta a Davi que seu filho com Bate-Seba iria morrer. De fato, a criança pereceu após sete dias. Davi e Bate-Seba tiveram um segundo filho, o futuro Rei Salomão.